# 甘利山
甘利山（あまりやま）は、山梨県韮崎市と南アルプス市との境界にある標高約1,731mの山である。
南アルプスの支稜鳳凰山東側山腹に位置する。

## 概要
韮崎市西部にそびえ立つ鳳凰山の東側斜面にある小さなピークである。尾根上にある小さなコブであるため、独立峰とは異なり麓の甲府盆地から望むと山というよりも山腹にしか見えない。それにもかかわらず山梨百名山に選定されるなど甘利山の名が知られているのは、例年6月に咲く大規模なレンゲツツジの群生地があるためで、山頂付近まで山梨県道613号甘利山公園線が通じていることから、アプローチも比較的容易でシーズン中は大勢のハイカーで賑わう。
近世には入会地として利用され、山論も発生している。
甘利山にはスキー場跡地があり、韮崎町（当時）に住む山寺巌と、当時甘利山の入り口に住む小林三郎と共に甘利山中腹を利用し、スキーが行えるように下草刈をし、スキー場として開拓した。30年期には韮崎高等学校で活躍した選手らや、韮崎市出身の有機化学者、大村智などを山寺巌が教え、現地にてスキー大会や講習会を行うまでになった。
現在ではスキー場跡地として存在しており、その場所には山寺巌の石碑が、スキーのブーツと共に建っている。

## 椹池

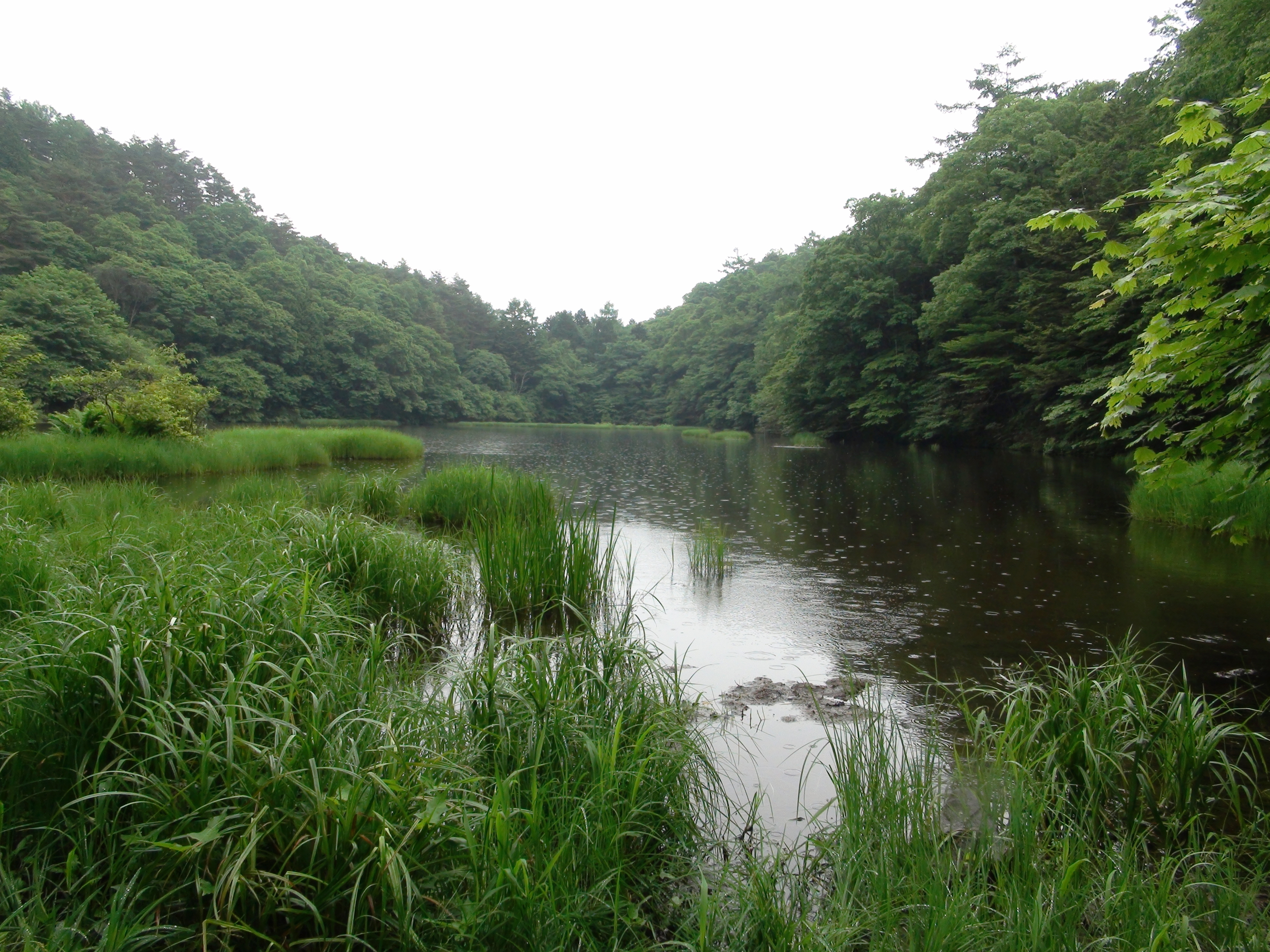
椹池

甘利山へ登る県道沿い、標高約1,230m付近の山腹には山梨県では数少ない高層湿原である椹池（さわらいけ）がある。
『甲斐国志』には、この池を舞台とする大蛇にまつわる伝説や、雨乞いに関連した民俗が記されており、近代以降には民俗学者の柳田國男によって『山島民譚集』に引用された。また、南アルプス市野牛島の能蔵池には、椀貸伝説が伝わる。
椀貸し伝説は、特定の場所において借り主が膳椀の借用を願うと、翌日には貸し主が所望した数の椀を用意していたが、不心得者が椀を返さなかったために、椀貸しが中断されたという内容で、山梨県では釜無川流域に多く分布している。能蔵池の椀貸し伝説は、池の主である赤牛が貸し主であったが、不心得者が椀を返さなかったため池を去り、甘利山の椹池に移った。

## 登山ルート

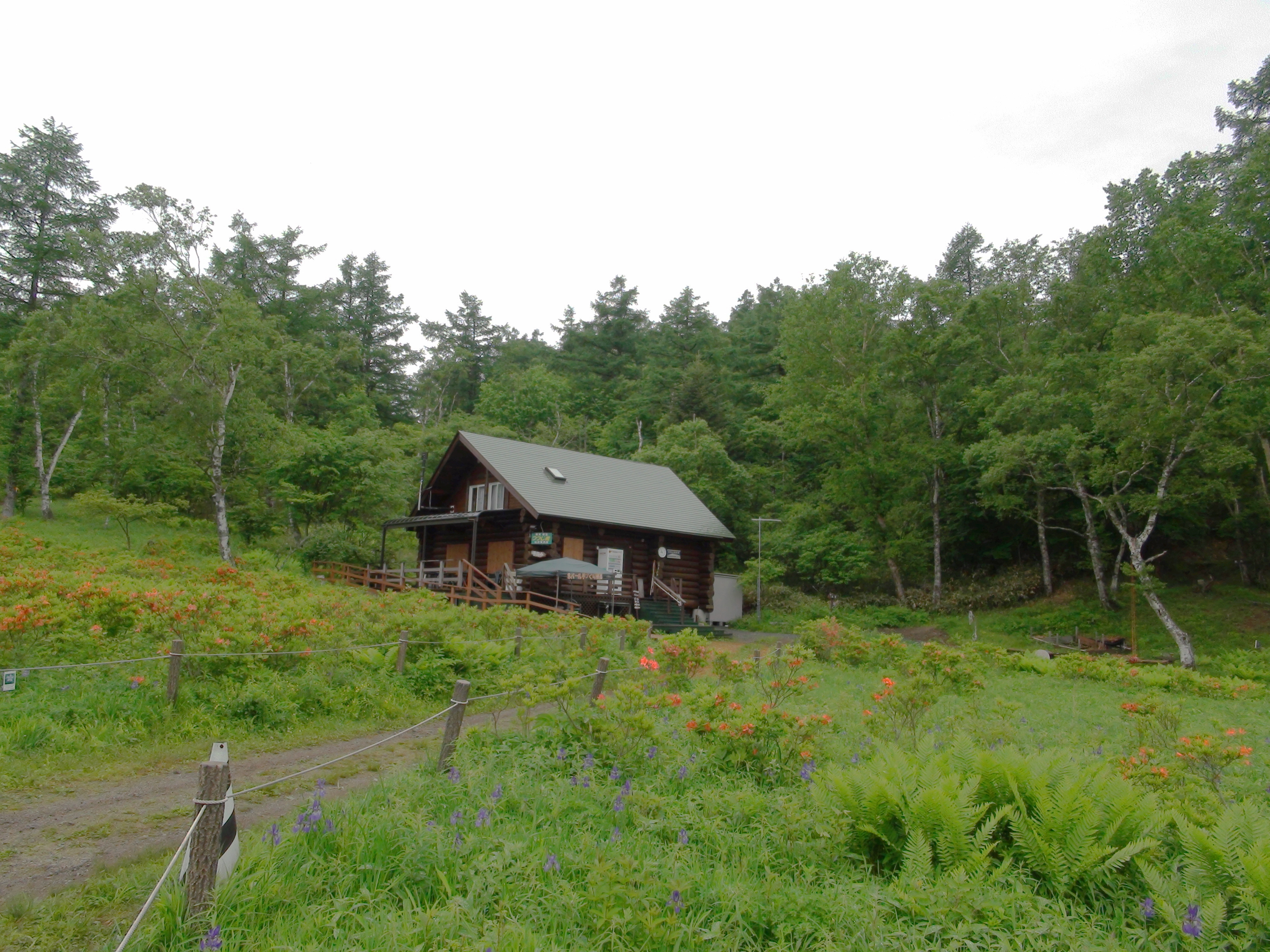
甘利山登山道入口

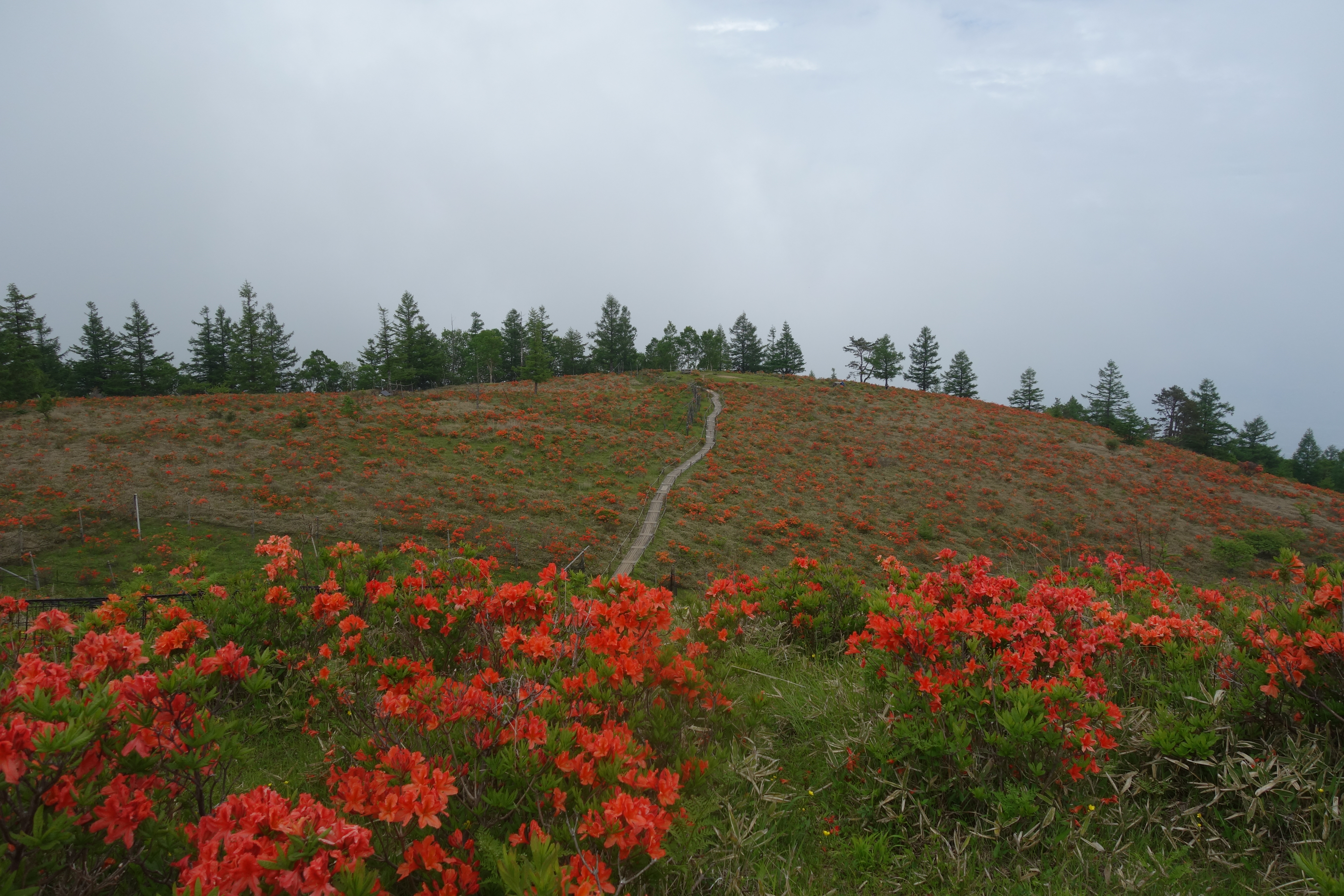
甘利山のレンゲツツジ

県道の終点にある県営無料駐車場より、レンゲツツジ群生地を経て、山頂まで約15分。